# Село (Толшменское сельское поселение)
Село — деревня в Тотемском районе Вологодской области.
Входит в состав Толшменского сельского поселения, с точки зрения административно-территориального деления — в Верхнетолшменский сельсовет.
Расстояние до районного центра Тотьмы по автодороге — 110 км, до центра муниципального образования села Никольское  по прямой — 16 км. Ближайшие населённые пункты — Ермолица, Нефедьево, Юренино.
По переписи 2002 года население — 9 человек.